# 小行星18498
小行星18498（18498 Cesaro）是一颗绕太阳运转的小行星，为主小行星带小行星。该小行星于1996年6月22日发现。

## 轨道参数
小行星18498的轨道半长轴为2.2694760 UA，离心率为0.147。